# Sneddon Nunataks
Gli Sneddon Nunataks sono un gruppo di nunatak costieri, picchi rocciosi isolati, situati sul fianco settentrionale della Penisola di Edoardo VII e che si affacciano sulla Piattaforma di ghiaccio Swinburne e sulla Sulzberger Bay. Sono situati 20 km a est-sudest degli Scott Nunataks nell'estremità settentrionale dei Monti Alessandra, nella Penisola di Edoardo VII, in Antartide. 
La formazione rocciosa appare nelle mappe della prima spedizione antartica dell'esploratore polare Byrd del 1928-30.
La denominazione è stata assegnata dall' Advisory Committee on Antarctic Names (US-ACAN) in onore di Donald L. Sneddon, tecnico elettronico della U.S. Navy, che faceva parte del gruppo che trascorse l'inverno del 1967 presso la Stazione Byrd.